# Rače-Fram
Rače-Fram est une commune située dans la région de Basse-Styrie au nord-est de la Slovénie.

## Géographie
La région est localisée dans la région de Maribor à proximité de la région montagneuse du Pohorje.

### Villages
Les localités qui composent la commune sont Brezula, Fram, Ješenca, Kopivnik, Loka pri Framu, Morje, Planica, Podova, Požeg, Rače, Ranče, Spodnja Gorica et Zgornja Gorica.

## Démographie
Entre 1999 et 2021, la population de la commune a augmenté en approchant les 8 000 habitants,.
Évolution démographique
| 1999  | 2000  | 2001  | 2002  | 2003  | 2004  | 2005  | 2006  | 2007  |
| ----- | ----- | ----- | ----- | ----- | ----- | ----- | ----- | ----- |
| 5 903 | 5 988 | 6 042 | 6 134 | 6 225 | 6 235 | 6 310 | 6 364 | 6 429 |
| 2008  | 2009  | 2010  | 2011  | 2012  | 2013  | 2014  | 2015  | 2016  |
| 6 510 | 6 528 | 6 710 | 6 820 | 6 905 | 7 021 | 7 028 | 7 074 | 7 105 |
| 2017  | 2018  | 2019  | 2020  | 2021  |       |       |       |       |
| 7 150 | 7 247 | 7 371 | 7 531 | 7 623 |       |       |       |       |